# Zuniceratops
Zuniceratops ist eine Gattung von Vogelbeckensauriern (Ornithischia) aus der Gruppe der Ceratopsia. Sie ist ein naher Verwandter der Ceratopsidae.

## Merkmale
Von Zuniceratops sind bislang nur bruchstückhafte Überreste bekannt, die Funde lassen auf ein Tier mit einer Länge von 3 bis 3,5 Metern schließen. Er weist einige Merkmale der Ceratopsidae auf: so waren bereits zwei lange Überaugenhörner und ein mit paarigen Öffnungen versehener Nackenschild vorhanden. Die Gliedmaßen waren aber relativ zierlich und die Zähne waren – verglichen mit den Zahnbatterien der Ceratopsidae – einfach gebaut. Wie alle Ceratopsia war er Pflanzenfresser.

## Entdeckung und Benennung
1996 fand der Sohn des amerikanischen Paläontologen Douglas G. Wolfe, der damals achtjährige Christopher James Wolfe, die ersten fossilen Reste von Zuniceratops, einen Schädel und andere Knochen. Der Fundort ist die Moreno-Hill-Formation in New Mexico (USA). Wolfe und Kirkland beschrieben Zuniceratops erstmals im Jahre 1998. Der Name leitet sich von den Zuñi, einem Volk nordamerikanischer Ureinwohner, und dem griechischen keratops (=„Horngesicht“), einem häufigen Namensbestandteil der Ceratopsia, ab. Typusart und einzig beschriebene Art ist Z. christopheri.
Die Funde werden in die frühe Oberkreide (Turonium) auf ein Alter von 94 bis 89 Millionen Jahre datiert. Zuniceratops ist damit der älteste amerikanische Ceratopsia.

## Systematik
Zuniceratops stellt ein wichtiges Bindeglied zwischen den urtümlicheren Ceratopsia und den höher entwickelten Ceratopsidae dar. Er zeigt einige Merkmale, die bislang nur von den Ceratopsidae bekannt waren, etwa die Überaugenhörner. Andere Merkmale, wie die Zähne, sind hingegen urtümlich. Kladistisch gilt er als Schwestertaxon der Ceratopsidae, gemeinsam bilden sie das Taxon der Ceratopsoidea.